# Laski (powiat grójecki)
Laski – wieś sołecka w Polsce położona w województwie mazowieckim, w powiecie grójeckim, w gminie Warka.
Wieś królewska położona była w drugiej połowie XVI wieku w powiecie wareckim ziemi czerskiej województwa mazowieckiego. Do wybuchu II wojny światowej siedziba wiejskiej gminy Nowa Wieś. W latach 1975–1998 miejscowość należała administracyjnie do województwa radomskiego.
Z Lasek pochodzi polski piłkarz Zygmunt Kalinowski.
W miejscowości działało Państwowe Gospodarstwo Rolne.
Przez miejscowość przebiega droga wojewódzka nr 730.